# Иона (Вуколов)
Архимандри́т Ио́на (в миру Ива́н (Иоа́нн) Миха́йлович Вуко́лов; 16 (28) февраля 1862, село Рышково, Дмитровский уезд, Орловская губерния — не ранее 1913) — архимандрит Русской православной церкви, педагог и духовный писатель; настоятель русской посольской церкви в Константинополе (1899—1913).

## Биография
Родился 16 февраля 1862 года в селе Рышково Дмитровского уезда Орловской губернии (ныне Железногорский район Орловской области) в семье сельского священника.
Обучался в 1-м Орловском духовном училище. В 1882 году со званием студента окончил Орловскую духовную семинарию и назначен сельским учителем в Орловской губернии.
26 июля (7 августа) 1887 года рукоположён в священный сан и назначен священником к Никольской церкви села Бакланова в Орловском уезде Орловской губернии, где прослужил три года.
В 1890 году поступил в Киевскую духовную академию, где 24 июля (5 августа) 1893 года принял монашеский постриг с именем Иона.
В 1894 году окончил Киевскую духовную академию со степенью кандидата богословия за сочинение «Учительное евангелие Кирилла Транквиллиона-Ставровецкого». Данное сочинение не было опубликовано.
24 сентября (6 октября) 1894 года был назначен инспектором Санкт-Петербургской духовной семинарии с возведением в сан архимандрита.
В августе 1896 года назначен ректором Екатеринославской духовной семинарии. В бытность ректором Екатеринославской семинарии анонимно напечатал брошюру «Отношение христианства к науке, государству и культуре по взгляду православного христианина». Эта брошюра не обратила на себя ничьего внимания.
7 (19) февраля 1898 года назначен ректором Владимирской духовной семинарии.
Указом Святейшего Синода от 17 февраля (1 марта) 1899 года назначен настоятелем русского посольского храма в Константинополе.
Был грекофилом. Он был склонен идеализировать греческую церковную жизнь и полагал, что для России было бы полезно принять восточный опыт даже в таких вещах, как сокращение богослужений и модернизации литургического языка. Он поддерживал беспроцентную денежную помощь греческим школам, церквям и монастырям. В отличие от прославянского посла И. А. Зиновьева, архимандрит Иона был сторонником греческого духовенства и практики греческой православной церкви. Противостояние архимандрита Ионы (Вуколова) послу И. А. Зиновьеву, исполненное ссор и обид на личной почве, является отражением как несогласованности позиций МИДа и Святейшего Синода, так и противоборства двух направлений русской политики — прославянской и русской имперской со стороны посла и директора Русского археологического института в Константинополе Ф. И. Успенского и прогреческой в лице архимандрита Ионы. По-разному понимаемый интерес России на православном Востоке приводил к недоразумениям и открытым конфликтам.
Опубликовал в «Церковных ведомостях» и в «Сообщениях Палестинского Общества» несколько статей-писем о церковных делах Православного Востока под общим заглавием «Свет с Востока». Эти статьи вышли впоследствии отдельной книжкой, которая обратила на себя внимание многих: отзывы о ней появились в греческих, французских, английских, итальянских и других иностранных церковных журналах.
После ухода на покой 26 июля 1913 года, архимандрит Иона поселился в своём доме в районе Галата, вблизи храма-памятника в Сан-Стефано, настоятелем которого он после этого являлся. Русское правительство назначило ему пенсию в размере 1000 рублей в год.
В 1914 году турецкими властями церковь в Сан-Стефано была закрыта и снесена, а дальнейшая судьба архимандрита Ионы остаётся неизвестной.

## Публикации
- Рассказы абиссинца. — Киев : тип. Г. Т. Корчак-Новицкого, 1893. — 40 с.
- Отношение христианства к науке, государству и культуре по взгляду православного христианина. — Екатеринослав : товарищество «Печатня С. П. Яковлева», 1898. — 85 с. (под псевдонимом Священноцерковнослужитель)
  - Отношение христианства к науке, государству и культуре по взгляду православного христианина. — [М.] : Синтагма, Б. г. (1997). — 125,[2] с.; 20 см; ISBN 5-7877-0008-2
- Свет с Востока : Письма архим. Ионы, настоятеля посольск. церкви в Константинополе, о церковных делах православного Востока. Вып. 1- Санкт-Петербург : товарищество «Печатня С. П. Яковлева», 1903—1910
- К вопросу о соединении церквей: письмо из Константинополя. — Санкт-Петербург : Тип. В. Ф. Киршбаума, 1908. — 19 стр.
- Герои веры. К вопросу о современном положении христиан в Турции — Санкт-Петербург, 1910
- Протестантская пропаганда среди православных христиан Востока : В прил.: Англиканская церковь и греческий Восток. — Санкт-Петербург : тип. В. Ф. Киршбаума, 1911. — 34 с.
- Святая гора Афон: Быт монахов на Афоне и междуцерковное знание Св. горы. Санкт-Петербург : тип. В. Ф. Киршбаума, 1911
- Папский престол и православный Восток: Очерки и этюды по вопросу о современном отношении Рима к России и Ближ. Востоку. Санкт-Петербург: тип. М. Меркушева, 1913. 126 с.